# Top Lista
La Top Lista è la classifica musicale ufficiale della Croazia. Stilata e pubblicata settimanalmente dalla Hrvatska diskografska udruga (HDU), l'associazione che rappresenta i soggetti dell'industria musicale nazionale, si dirama in una top 40 degli album croati più venduti a livello nazionale, e in una top 40 per i dischi stranieri.
Sul sito della Top Lista vengono inoltre pubblicate le classifiche radiofoniche (una top 40 dei brani nazionali e una top 100 separata per quelli stranieri), stilate in collaborazione con Hrvatska radiotelevizija (HRT), l'emittente radiotelevisiva nazionale.
Infine, dal 2017 viene resa pubblica anche una classifica mensile (anche questa divisa fra musica croata e straniera) dei venti brani musicali più riprodotti su Deezer, l'unica piattaforma di streaming musicale disponibile nel paese nel corso degli anni 2010.